# Purgatórium

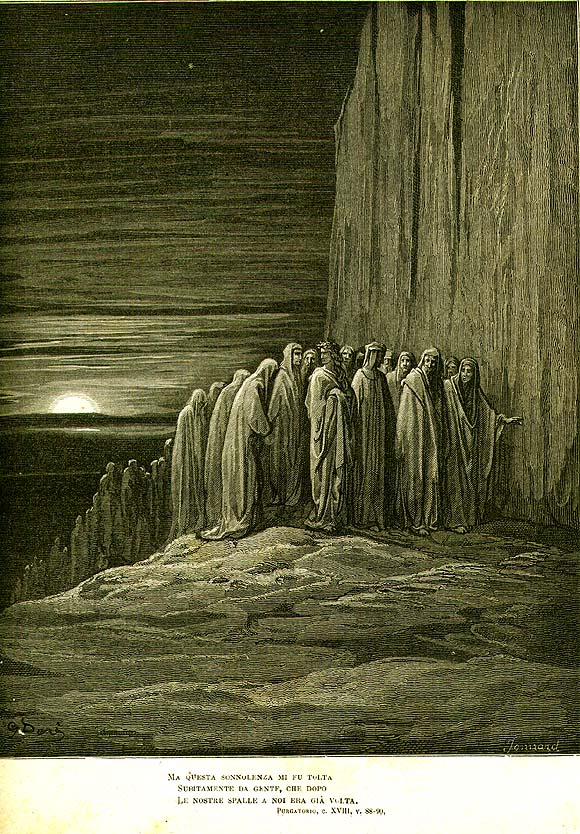
Gustave Doré illusztrációja Dante Isteni színjátékához.

A purgatórium (vagy tisztítótűz, tisztítóhely, vö. lat. purificatio = megtisztulás) a katolikus egyház tanításában azok ideiglenes helye vagy állapota, akik a megszentelő kegyelem állapotában haltak meg, de még tisztulásra van szükségük ahhoz, hogy beléphessenek a mennyei boldogságba.
Néhány más keresztény felekezet szintén állítja a tökéletesedés lehetőségét a lélek spirituális állapotában a halál után. A keleti ortodox kereszténység vallja, hogy a halottak lelkeinek állapotában változás történhet az élők imái és az isteni liturgia felajánlása által. A judaizmus szintén hisz a halál utáni megtisztulás lehetőségében, és még a „tisztítótűz” szót is használják, hogy a Gyehenna jelentését visszaadják, azonban a lélek halál utáni „megtisztulásának” lehetőségét a többi vallás hagyományaiban kifejezetten tagadják.

## A Szentírásban
A tisztítótűz fogalma több szentírási motívumból tevődik össze.
- A Makkabeusok második könyve a (tisztítótűzben lévő) halottakért való (engesztelő) ima fontosságáról beszél.

"Aztán imádkozni kezdtek, és könyörögtek, hogy az elkövetett bűnök teljes bocsánatot nyerjenek. A nemeslelkű Júdás azonban figyelmeztette a csapatokat, hogy óvakodjanak a bűntől, hisz saját szemükkel láthatták az elesettek példáján a bűn következményeit. Aztán gyűjtést rendezett a katonák között, és mintegy 2000 ezüst drachmát küldött Jeruzsálembe engesztelő áldozat bemutatására. Ilyen szépen és nemesen viselkedett, mivel gondolt a feltámadásra. Ha ugyanis nem hitt volna az elesettek föltámadásában, fölösleges és értelmetlen dolog lett volna a halottakért imádkozni."
- Máté evangéliumában a bűnökért való maradéktalan megfizetés jelenik meg, bár ez elvontan jelenik meg:

Bizony mondom neked, nem szabadulsz ki, amíg az utolsó fillért is meg nem fizeted.

A bűnökért való maradéktalan megfizetést szinte egyik egyház sem tagadhatja, viszont legtöbben azt vallják, hogy Jézus halálával már maradéktalanul megfizette a bűneink árát. Így ez az igevers nehezen támogatja a purgatórium bibliai alapját.
- Pál apostol a halottakért való engesztelésről és a tűzről beszél:

"Különben mi értelme van annak, hogy a halottakért megkeresztelkednek? Ha a halottak egyáltalán nem támadnak fel, miért keresztelkednek meg értük? Miért tesszük ki mi is magunkat szüntelenül veszélynek?"

"De akinek műve elhamvad, az kárt vall. Maga ugyan megmenekül, de csak mintegy tűz által."
Legtöbben akik hisznek a purgatóriumban a Makkabeusok könyveire támaszkodnak leginkább, viszont fontos megjegyezni azt is, hogy a Makkabeusok könyvei az apokrifához vagy deuterokánonhoz tartozik, így legtöbb keresztény egyház ezt nem vallja megbízható, Istentől való, igaz forrásnak. Az összes idézetet érdemes kontextussal olvasni.

## Tisztítóhely a katolicizmusban
A római katolicizmus az egyetlen keresztény vallás mely tételesen tanítja a Szentírás alapján a tisztítóhelyről szóló hittételében, hogy az egy olyan hely vagy állapot, amelyet bizonyos lelkek tapasztalhatnak meg a halál után.

### Menny és pokol
A katolikus hit szerint közvetlenül a halál után az ember ítéletben részesül, ahol eldől a lélek örökös sorsa. Egyesek a mennyei boldogságba mennek, ahol mindig Istennel lesznek, ami legmélyebb vágyaiknak beteljesedése, a végső és teljes boldogság állapota. Ellenben mások az örök kárhozatra jutnak, az Istentől való teljes és végső elszakítottságban, ahol a pokol kínját, az „olthatatlan tüzet” szenvedik el.

### A tisztítóhely szerepe

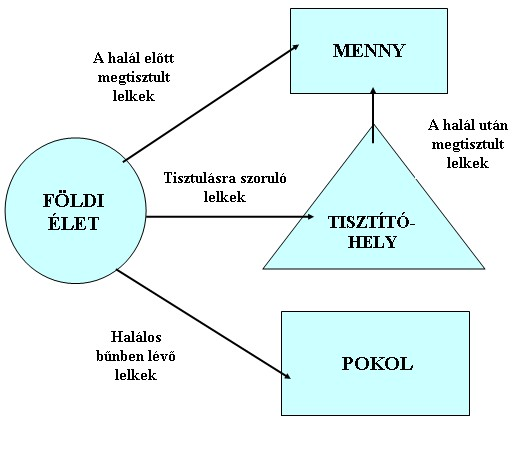
A halál utáni állapot katolikus szempontból

A római katolicizmus a menny és a pokol állapota mellett egy harmadik állapottal is számol, ami közvetlenül a mennybe vezet. A római katolikus tanítás szerint, ha az ember nem annyira bűnös, hogy a pokolba jusson, viszont még nem szabadult meg elégségesen a bűntől, és annak következményeitől, azaz nem eléggé tiszta, akkor nem léphet be egyből a mennybe. Ezek a lelkek végső soron a mennybe fognak jutni, de először el kell szenvedniük a tisztítótüzet, azaz a megtisztulás állapotát. Ide azért kerülnek, hogy „elnyerjék azt a szentséget, melyre szükségük van, hogy a mennyország örömébe beléphessenek.”

### A bűn
A római katolikusok különbséget tesznek a bűn két fajtája között. A halálos bűn „Isten törvényének súlyos megsértése”, ami „az embert elfordítja Istentől”, és ha a bűnbánat és Isten bocsánata nem orvosolja, akkor „kizár Isten országából és a pokol örök halálát okozza”.
Ezzel szemben a bocsánatos bűn „nem foszt meg a megszentelő kegyelemtől, Isten barátságától”, és bár „erkölcsi rendetlenséget hoz létre” nem szakítja meg a szövetséget Istennel, következésképpen az ígért örök boldogságot sem veszti el.
A római katolicizmus szerint a bűnök bocsánata és a megtisztulás az élet során következhet be – például a keresztség szentségében és a bűnbánat szentségében. Azonban, ha a megtisztulás nem valósul meg az életben, akkor a bocsánatos bűnök miatt az ember tisztuláson megy át. Ennek a halál utáni, végső tisztulás helyének a sajátos neve „purgatórium”.

### A bűnök büntetése
A katolikus tanításban a bűnnek nem csak két fajtája van, hanem – ebből következően – kettős következménye, azaz kétféle büntetése is. A súlyos, avagy halálos bűn alkalmatlanná teszi az embert az örök életre, és az ettől való megfosztottság „az örök büntetés”. „Másrészt minden bűn, még a legkisebb is, a teremtményekhez való rendetlen ragaszkodással jár, ami szükségessé teszi a tisztulást”, és ez a „tisztulás szabadít meg attól, amit „ideigtartó büntetésnek” nevezünk.”. Ezt az erkölcsi rendetlenséget vagy ragaszkodást nem szünteti meg automatikusan a jézusi megbocsátás, Isten bár magát a bűnt megbocsátja, és helyreáll a kegyelmi állapot, de a bűnökért járó ideiglenes büntetés ettől függetlenül fennmarad, hacsak nem 1) a keresztség szentségében részesül, ami ezeket a büntetéseket is eltörli, ha 2) „lángoló szeretetből fakadó megtérés” során ment végbe a megbocsátás, és ha 3) jóváteszi, levezekli ezeket a büntetéseket. Ha ezek nem történnek meg, akkor Isten maga tisztítja meg az embert „akár itt a földön, akár a halál után, az úgynevezett purgatóriumban (tisztítótűz, tisztítóhely).”

### Fájdalom és tűz
A purgatórium egy megtisztítási folyamat, ami fájdalmas büntetést is magában foglal. Ez a tűz fogalmával kapcsolódott össze (tisztítótűz = ignis purgatorius), ami így a pokol fogalmával is asszociálódott. Tisztító tűzről beszél már Hippói Szent Ágoston, aki ezt úgy írja le, mint ami fájdalmasabb mint bármi ebben az életben. Hasonlóképpen ír Nagy Szent Gergely is, akinek szavai klasszikussá váltak a tisztítóhellyel kapcsolatban:
„Hinnünk kell, hogy bizonyos kisebb bűnök számára az ítélet előtt van egy tisztító tűz, mert az örök Igazság mondja, hogy ha valaki a Szentlélek ellen káromkodik, az »sem ebben, sem az eljövendő világban« (Mt 12,32) nem nyer bocsánatot. E kijelentésből következik, hogy egyes bűnök ebben a világban, mások az eljövendőben bocsáttatnak meg.”
Szent Bonaventura szintén azt mondta, hogy ez a tűz általi büntetés keményebb, mint ami az embert ebben az életben érheti.
A múltban a legtöbb teológus azt tartotta, hogy a tűz valamilyen formában anyagi tűz, jóllehet természetében különbözik a közönséges tűztől. Azonban azoknak a teológusoknak a véleményét sem vetette el az Egyház, akik a „tűz” szentírási vizsgálatára alapozva azt metaforikusan értették, és ami manapság az általános nézetté vált. A Katolikus Egyház Katekizmusa beszél a „tisztító tűzről”, mint ami „ami teljesen különbözik a kárhozottak büntetésétől”, és Nagy Szent Gergely pápa fenti szavait is idézi. Viszont a tisztítóhelyet is tárgyaló második lyoni zsinat (1274), a firenzei zsinat (1438-1445) és a tridenti zsinat (1545-1563) határozataiban „tűzről” nincs szó.
XVI. Benedek pápa a 2007-ben kiadott „Spe Salvi” enciklikájában a következőképpen magyarázza a purgatóriumi tisztító tüzet:
"Néhány újabb teológusnak az a véleménye, hogy az égető s ugyanakkor megmentő tűz maga Krisztus, a Bíró és Üdvözítő. A vele való találkozás az ítélet döntő aktusa. Az ő tekintete előtt elolvad minden hamisság. A vele való találkozás égető tüze átalakít és megszabadít, hogy valóban önmagunkká váljunk. Eközben életünk építménye szalmának, merő hencegésnek bizonyulhat, és összeomlik. Ám a megmenekülés e találkozás fájdalmában történik, melynek során létünk tisztátalansága és betegsége nyilvánvalóvá válik. Az ő tekintete, az ő szívének érintése meggyógyít bizonyos fájdalmas átváltoztatásban, mintegy „tűz által”. De ez a fájdalom boldog, amelyben az ő szeretetének szent hatalma lángként átjár bennünket, úgy, hogy végre teljesen önmagunk, s ezáltal teljesen Istenéi leszünk. Így válik láthatóvá az igazságosság és a kegyelem egymásban léte is: életünk nem közömbös, de szennyezettségünk nem piszkít be minket örökre, föltéve, hogy legalább megmaradtunk Krisztus, az igazság és a szeretet felé való törekvésben. Szennyezettségünk Krisztus szenvedésében végső soron már elégett. Az ítélet pillanatában megtapasztaljuk és megkapjuk szeretetének ezt a győzelmét minden, a világban és a bennünk lévő rossz fölött. A szeretet fájdalma lesz megmenekülésünk és alakul át örömünkké."

### Imádság a holtakért és a búcsúk

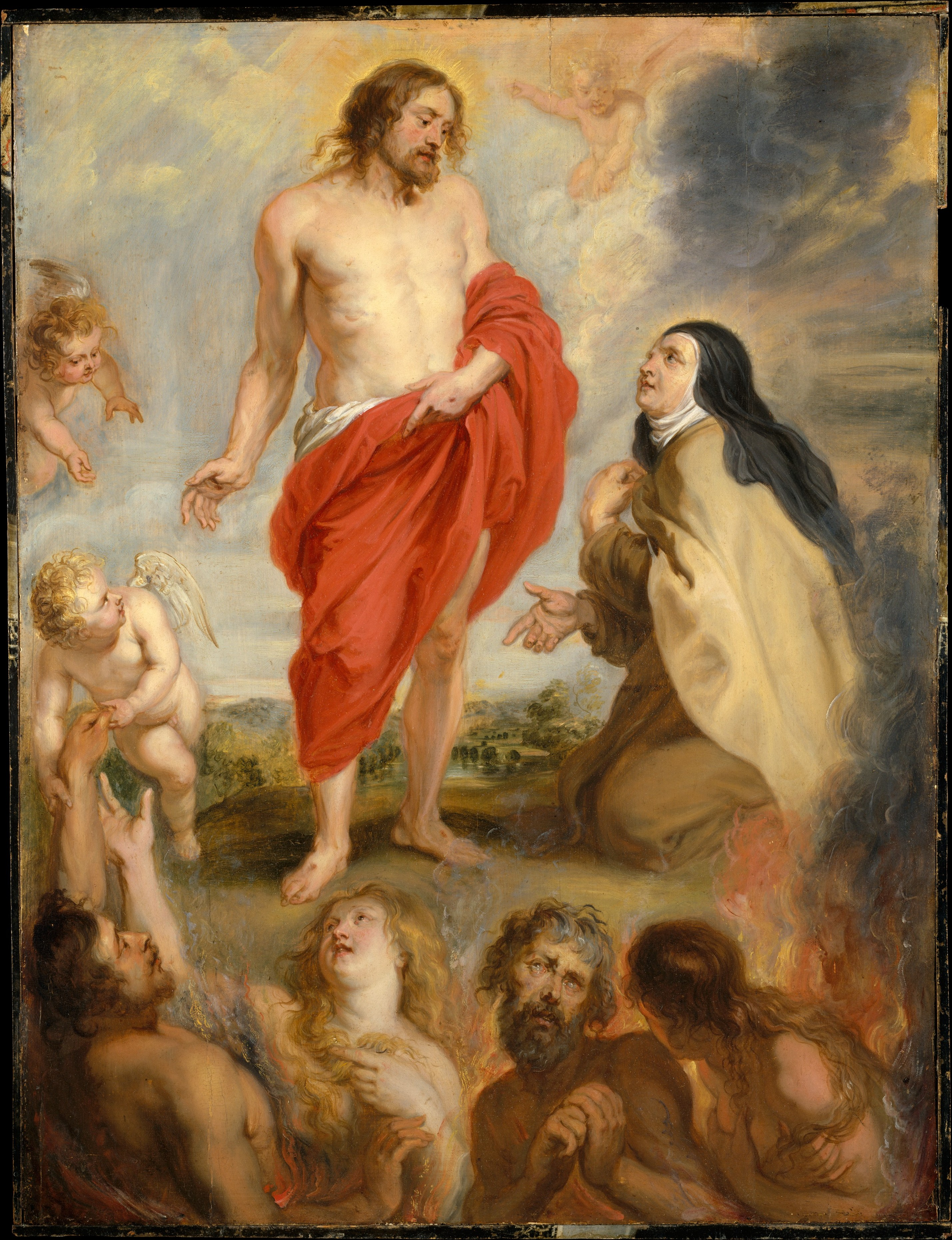
Avilai Szent Teréz közbenjár a tisztítóhelyen lévő lelkekért.
Peter Paul Rubens (Flandria, 1577–1640)

A római katolikus egyház azt tanítja, hogy az élőknek a cselekedetei (szentmiseáldozat-felajánlás, imádság, alamizsna stb.) hatással lehetnek azoknak a sorsára, akik a tisztítóhelyen vannak.
Ugyanebben az összefüggésben említhető meg a búcsúk gyakorlata. „A búcsú Isten színe előtt a már megbocsátott bűnökért járó, ideigtartó büntetések elengedése”. Búcsút lehet nyerni mind magunk, mind olyan keresztények számára, akik már meghaltak, bár van némi különbség a kettő között. Az élők számára biztosan bekövetkezik a büntetés elengedése, mivel ők az egyház joghatósága alatt állnak; viszont a tisztítóhelyen szenvedő lelkek esetében a búcsú csak kérés, azaz az egyház csak kéri, nem kiosztja az elengedést, ugyanis ezek a lelkek már nem az egyház jogkörébe tartoznak.
Az imádságokat a halottakért és a búcsúkat úgy szokták leírni, mint amelyek csökkentik azt az „időt”, amelyet a halottnak a purgatóriumban kellene eltöltenie. Hagyományosan a búcsúkat napokban, „quadraginta”-ban (40 napos időtartam, miként a nagyböjt), vagy években mérték, mivel eredetileg a nyilvános, bizonyos időre kiszabott egyházi (kánoni, vagy penitenciális) vezeklés elengedése volt, és ezt vonatkoztatták a meghalt keresztények purgatóriuimban eltöltött szenvedési idejére is. VI. Pál pápa a búcsúkra vonatkozó szabályok felülvizsgálatakor megszüntette ezeket kifejezéseket, és helyettük csak a „részleges búcsú” kifejezést írta elő, melyhez nem köthetőek meghatározott napok vagy évek. Ez esetben annak, aki részleges búcsúval ellátott jó cselekedetet tesz, „az Egyház ugyanannyi büntetés elengedését ajándékozza, amennyi a saját cselekedetéért elengedtetett neki.”
A történelem folyamán a búcsúk adásának gyakorlata, és a hozzá kapcsolódó, széles körben elterjedt abúzusok, melyek során egyre jobban összekapcsolták a búcsúkat a pénzzel, azaz búcsúcédulák árusítottak, lett annak a vitának a forrása, amely Németországban és Svájcban a protestáns reformációba torkollott.

### A tisztítóhely, mint fizikai hely

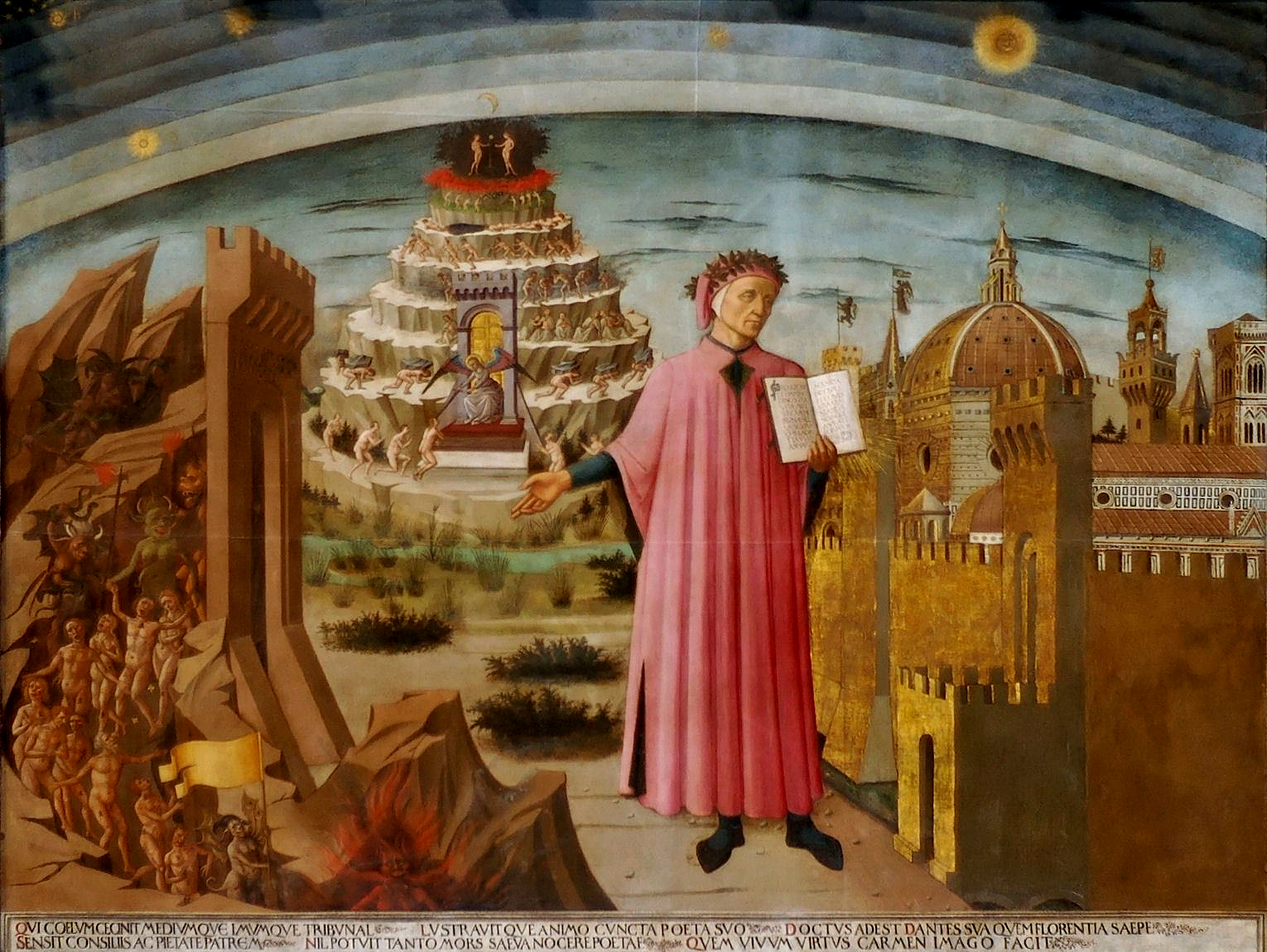
Domenico di Michelino freskója a firenzei katedrálisban. A kép Dantét ábrázolja, amint a Purgatórium hegye előtt áll, jobbjánál a pokol, kezében műve az Isteni színjáték, baljánál pedig a menny

Az ókorban és a középkorban a mennyet és poklot a fizikai univerzumban fennálló helynek tekintették: a menny „fenn” van, az égben; a pokol „lent” a földben vagy a föld alatt. Ehhez hasonlóan a tisztítóhelyet is olykor egy fizikai helynek tekintették. Dante a 14. századi művében, az Isteni színjátékban a purgatóriumot egy déli félgömbön található hegyként festette le. Ma már általában nem tartják ezt a vallási elképzelést a purgatóriumról. 1999-ben II. János Pál pápa azt nyilatkozta, hogy a purgatórium kifejezés nem helyet jelöl, hanem „a lét egy állapotát”.

### Római katolikus dogmák
A római katolikus egyház egyetemes zsinatainak határozatai két olyan kötelező erővel bíró (De fide) hittételt állapítottak meg, amelyet minden katolikusnak „isteni és katolikus hittel” hinnie kell a tisztítóhellyel kapcsolatban:
- Azoknak a lelkei, akik bocsánatos bűnben halnak meg, vagy bűneikért még büntetést érdemelnek, a tisztítóhelyre jutnak, hogy ideigtartó büntetésekkel megtisztuljanak.

- Az élő hívek közbenjáró imájukkal, és főként a szentmiseáldozat fölajánlásával segíthetnek a purgatóriumban lévő lelkeknek.

### Keleti katolikus egyházak
A keleti katolikus egyházak a római pápa által vezetett római katolikus egyházzal teljes egységben lévő részegyházak, amelyek hivatalosan minden római katolikus tanítást elfogadnak, beleértve a purgatóriumot is. Azonban van némi különbség a latin és néhány keleti katolikus egyház között a tisztítóhely megfogalmazásának szempontjából. A görögkatolikus egyház hagyománya általánosságban nem használja a „purgatórium” kifejezést, viszont egyetért azzal, hogy a mennybe kerülő lelkek számára van egy „végső megtisztulásra” való lehetőség, és hogy az imák segíthetik ezeket a lelkeket. Általában ezt sem a latin egyház tagjai, sem a görögkatolikusok nem tartják vitakérdésnek, hanem csak a hagyományok közötti csekély eltérésnek látják. A latin egyház és más keleti katolikus egyház, mint például a szír-malabár katolikus egyház között viszont semmiféle különbség nincs a purgatórium tanításában.

## Keleti ortodox egyházak
A keleti ortodox egyház elismer egy közbeeső állapotot a halál után, de tartózkodik attól, hogy azt pontosan meghatározza, hogy ne mossa össze a menny és a pokol kettős sorsa közötti különbséget; ez a tanítás a halottakért szóló imádság hatásosságának szilárd meggyőződésével párosul, amely állandó jellemvonása mind a keleti, mind a nyugati liturgiáknak. Az ilyen imákat értelmetlennek kellene tartani valamiféle ideiglenes állapot hite nélkül, ahol a halottaknak ez hasznára van.
A keleti ortodoxok azt tanítják, hogy míg mindenki keresztülmegy a különítéleten közvetlenül a halál után, sem az igazak, sem a gonoszok nem kerülnek a mennyei boldogságnak, illetve a kárhozat büntetésének végső állapotába az ítélet napjáig, néhány igaz lélek (vértanú vagy szent) kivételével, mint például a Theotokosz (Istenszülő = a Boldogságos Szűz Mária), „akit az angyalok vittek egyenest a mennybe”.
Sok ortodox szerint akik nincsenek Istentől elszakadva, de "ruhájuk még nem tiszta" a mennyei lakomára, azok a magányos lelkek közbenső állapotába (Seol vagy Hadész) kerülnek, ahol lelkiismereti kínokat szenvednek el. Ebből az állapotból halotti eucharisztikus liturgiák, alamizsna, imádságok és egyéb Istennek tetsző cselekmények segíthetik a kiszabadulását, amennyiben ezek Istent arra bírják, hogy az elhunyt gyötrelmeinek könyörületből véget vessen. Ez segíthet még olyanokon is, akik nem tudatos megátalkodottságban, de súlyos bűnben haltak meg és akikre a kegyelem hiányában pokol várna. Egy másik lényeges különbség a katolikus purgatórium-tan és az ortodox nézet között az, hogy a keletiek szerint a gyónás vagy a betegek kenete eltörli az összes bocsánatos bűnöket és ideigtartó büntetéseket, ilyenektől való tisztulásra tehát nincs már szükség a másvilágon.

## Protestantizmus
Általánosságban a protestáns közösségek nem fogadják el a purgatórium tanítását, bár maga Luther a 95 tételében és a Johann Eckkel folytatott vita idején még nem tagadta, de később fokozatosan elszakadt a tantól.
A protestantizmus egyik központi elve a „sola Scriptura” („csak a Szentírás”), miszerint csak olyan tanítást lehet elfogadni, ami kifejezetten megtalálható a Szentírásban. Az általános protestáns nézet az, hogy a Biblia nem ad kétségtelen, világos tanítást a purgatóriumról, ezért el kell azt vetni, mint a Bibliának ellentmondó hitet. 
A protestantizmus másik tétele a „sola fide” („csak a hit”). Míg a katolikus tanítás szerint az üdvösséghez a hit és a kegyelem mellett jócselekedetekkel is hozzá kell járulni, a protestáns hit-fogalom és kegyelem-fogalom szerint a kegyelem totális hitet és szeretetet eredményez, az pedig már nem tesz szükségessé semmiféle tisztulást, hanem a mennyországra jogosít. Ez is kiváltotta és megindokolta a tagadást. De a gyakorlati megfontolások is mindig az előtérben álltak: a reformátorok ki akarták irtani a „tisztítótűzbe beüzletelést”, a „tisztítótűz-misék országos vásárát” és más kétséges szokásokat.
A protestáns kegyelemtanból eredően Luther haszontalannak tartotta a halottakért szóló imákat is, mindazonáltal a Philipp Melanchthon által írt Apologia, azaz az ágostai hitvallás védelme a következőt állítja: „Epiphanius arról tesz bizonyságot, hogy Aërius a holtakért való imádságokat haszontalanoknak tekintette. Ezt rója meg nála. Mi nem tartunk Aëriusszal”
Egyes protestánsok úgy tartják, hogy az ember csak a feltámadás után lép a boldogságba vagy a gyötrelembe, és addig a lélek egy közbenső állapotban tudatában van leendő sorsáról. Mások azt tartják, hogy a halál és a test feltámadása közötti közbenső állapotban a lélek öntudatlanul alszik.

## Judaizmus
A judaizmusban a Gyehenna egy tisztító hely, ahol – néhány hagyomány szerint – a legtöbb bűnös éveket tölt el kiszabadulásuk előtt.
„Az embereknek három kategóriája van; a teljesen istenfélők és a főbűnösök nem tisztulnak, csak azok, akik e két osztály között vannak.”

## Iszlám
Az iszlámban szintén néhány muszlim úgy gondol a pokolra, mint ami néhány bűnösnek csak ideiglenes, másoknak pedig örökös büntető helye. A pokolra ítéltekért egyes hagyományok szerint rokonaik és vallásuk "prófétája" (például Mohamed, Jézus) közbenjárhat, akár sikerrel is.

## Purgatórium a művészetekben

### Zene
- Gustav Mahler: X. szimfónia (Adagio-Scherzo-Purgatorio)